# Blieskastel
Blieskastel är en stad i Saarpfalz-Kreis i förbundslandet Saarland i Tyskland.
De tidigare kommunerna Altheim, Aßweiler, Ballweiler, Bierbach, Biesingen, Blickweiler, Böckweiler, Breitfurt, Brenschelbach, Mimbach, Neualtheim, Niederwürzbach, Webenheim och Wolfersheim uppgick i Blieskastel 1 januari 1974.